# Nickelodeon Vlaanderen
Nickelodeon Vlaanderen ist der Ableger des US-Kindersenders Nickelodeon in Flandern. Der Sender ging am 1. April 2003 als Nickelodeon op TMF auf Sendung. Gesendet wurde lange Zeit täglich bis 20:00 Uhr, ab dann war MTV Vlaanderen zu sehen. Seit dem 4. Oktober 2011 ist Nickelodeon Vlaanderen 24 Stunden zu sehen.

## Geschichte
Im Jahr 2003 startete Nickelodeon in Flandern auf dem ebenfalls zur MTV Group gehörenden Sender TMF Vlaanderen von 6:00 bis 11:00 Uhr unter dem Namen Nickelodeon op TMF (dt.:Nickelodeon auf TMF). Ein Jahr nach dem Sendestart wechselte Nickelodeon auf die Frequenz von MTV Vlaanderen und erweiterte seine Sendezeit auf 6 Stunden (6:00 bis 18:00 Uhr).
Mit der Zusammenlegung von Nickelodeon Nederland und The Box am 16. Dezember 2006 in den Niederlanden wurde auch die Sendezeit von Nickelodeon Vlaanderen von 6 auf 9 Stunden erweitert (5:00 bis 20:00 Uhr). In der restlichen Zeit war weiterhin MTV Vlaanderen zu sehen.
Am 1. August 2007 starteten zwei neue digitale Sender Nicktoons und Nick Hits. Sie sind in den Niederlanden sowie in Flandern empfangbar. Außerdem war geplant, auch in Flandern Nick Jr. zu starten. Man wollte hierfür den Disney-Sender Jetix übernehmen, was jedoch nicht zustande kam. Stattdessen wurde Nick Jr. Vlaanderen bis zum 4. Oktober 2011 auf dem Sender Canal Z von 6:00 bis 20:00 Uhr gezeigt. Seither ist der Sender eigenständig.
Nachdem man im Sommer 2009 damit begann, flämische Werbung zu zeigen, kündigte man eigene Formate für den Sender in Flandern an. Heute unterscheiden sich die Programme Nickelodeon Nederland und Vlaanderen auch in den ausgestrahlten Sendungen.
Am 31. März 2010 erhielten alle Nickelodeon-Ableger in den Niederlanden ein neues Logo. Grund dafür ist das internationale Rebranding der Nickelodeon-Familie. Die Logos von Nickelodeon, Nick Jr. sowie Nicktoons wurden vom US-Sender übernommen.
Nickelodeon sendet seit 4. Oktober 2011 24 Stunden am Tag, ab 21.00 Uhr wird die Abendschiene TeenNick gezeigt. Zwischen dem 4. Oktober 2011 und dem 5. November 2012 startete TeenNick Vlaanderen, im Gegensatz zum niederländischen Pendant eine Stunde früher. Allerdings wurde dies wieder rückgängig gemacht.
Seit dem 1. Oktober 2015 wird ab 21:00 Uhr anstelle von TeenNick das Programm von Spike ausgestrahlt.
Am 6. Januar 2021 wurde Spike als Programmfenster eingestellt. Seitdem sendet Nickelodeon wieder 24 Stunden.

## Sendezeiten
Die Sendezeiten von Nickelodeon variieren in Flandern gelegentlich. Folgend eine Übersicht über die jeweiligen Sendezeiten.
|                                           | 02:30                       | 05:00          | 06:00       | 11:00          | 18:00          | 20:00               | 21:00                        |
| ----------------------------------------- | --------------------------- | -------------- | ----------- | -------------- | -------------- | ------------------- | ---------------------------- |
| 1. April 2003 bis 15. Februar 2004        | TMF Vlaanderen              | TMF Vlaanderen | Nickelodeon | TMF Vlaanderen | TMF Vlaanderen | TMF Vlaanderen      | TMF Vlaanderen               |
| 16. Februar 2004 bis 15. Dezember 2006    | MTV Vlaanderen              | MTV Vlaanderen | Nickelodeon | Nickelodeon    | MTV Vlaanderen | MTV Vlaanderen      | MTV Vlaanderen               |
| 16. Dezember 2006 bis 3. Oktober 2011     | MTV Vlaanderen              | Nickelodeon    | Nickelodeon | Nickelodeon    | Nickelodeon    | MTV Vlaanderen      | MTV Vlaanderen               |
| 4. Oktober 2011 bis 4. November 2012      | TeenNick Vlaanderen         | Nickelodeon    | Nickelodeon | Nickelodeon    | Nickelodeon    | TeenNick Vlaanderen | TeenNick Vlaanderen          |
| 5. November 2012 bis 18. September 2015   | TeenNick Vlaanderen         | Nickelodeon    | Nickelodeon | Nickelodeon    | Nickelodeon    | Nickelodeon         | TeenNick Vlaanderen          |
| 19. September 2012 bis 30. September 2015 | Nickelodeon                 | Nickelodeon    | Nickelodeon | Nickelodeon    | Nickelodeon    | Nickelodeon         | TeenNick Vlaanderen          |
| 1. Oktober 2015 bis 11. Dezember 2016     | Nickelodeon                 | Nickelodeon    | Nickelodeon | Nickelodeon    | Nickelodeon    | Nickelodeon         | Spike Vlaanderen             |
| von 12. Dezember 2016 – 23. Mai 2022      | Spike Vlaanderen            | Nickelodeon    | Nickelodeon | Nickelodeon    | Nickelodeon    | Nickelodeon         | Spike Vlaanderen             |
| seit 24. Mai 2022                         | Paramount Network Vaanderen | Nickelodeon    | Nickelodeon | Nickelodeon    | Nickelodeon    | Nickelodeon         | Paramount Network Vaalandern |

## Sendungen
Amerikanische Sendungen
- Chalk Zone – Die Zauberkreide
- Drake & Josh
- iCarly

Eigenproduktionen
- Het Huis Anubis
- Hotel 13
- Super Nick
- Nickelodeon Film Break
- Bad Candy Was Here